# Årets komet (handboll)
Årets komet är Svenska Spels och Svenska Handbollförbundets pris till den handbollsspelare "den handbollsspelare som under året fått sitt definitiva genombrott i Handbollsligan för herrar eller SHE för damer och som genom sina insatser profilerat sig som en betydande spelare såväl i sitt lag som i ligan i allmänhet". Priset har delats ut på herrsidan sedan 1990 och på damsidan sedan 2001.

## Pristagare
| - 2001 – Jenny Lindblom, IK Sävehof - 2002 – Madeleine Grundström, Skövde HF - 2003 – Fanny Lagerström, Team Skåne EIK - 2004 – Johanna Aronsson, Önnereds HK - 2005 – Linnea Torstenson, Skövde HF - 2006 – Johanna Ahlm, IK Sävehof - 2007 – Lisa Wirén, Skövde HF - 2008 – Isabelle Gulldén, IK Sävehof - 2009 – Nathalie Hagman, Skuru IK - 2010 – Jenny Alm, HF Kroppskultur Dam - 2011 – Maria Adler, Lugi HF - 2012 – Vanessa Tellenmark, H43/Lundagård - 2013 – Loui Sand, IK Sävehof - 2014 – Edijana Dafe, IK Sävehof - 2015 – Jessica Ryde, H65 Höör - 2016 – Julia Eriksson, IK Sävehof - 2017 – Melissa Petrén, Lugi HF - 2018 – Sofia Hvenfelt, H65 Höör - 2019 – Mikaela Mässing, H65 Höör - 2020 – Emma Lindqvist, H65 Höör - 2021 – Isabelle Andersson, H65 Höör | - 1990 – Magnus Weberg, HK Drott - 1991 – Tommy Suoraniemi, HK Drott - 1992 – Anders Bäckegren, Redbergslids IK - 1993 – Jerry Hallbäck, Redbergslids IK - 1994 – Stefan Lövgren, Redbergslids IK - 1995 – Andreas Larsson, IFK Skövde - 1996 – Johan Petersson, IK Sävehof - 1997 – Ljubomir Vranjes, Redbergslids IK - 1998 – Priset delades inte ut - 1999 – Priset delades inte ut - 2000 – Hans Karlsson, HK Drott - 2001 – Niklas Johansson, IF Guif - 2002 – Marcus Ahlm, IFK Ystad - 2003 – Kim Andersson, IK Sävehof - 2004 – Joacim Ernstsson, Redbergslids IK - 2005 – Fredrik Lindahl, Redbergslids IK - 2006 – Tobias Warvne, LIF Lindesberg - 2007 – Oscar Carlén, Ystads IF - 2008 – Johan Jakobsson, IK Sävehof - 2009 – Niclas Ekberg, IFK Ystad - 2010 – Marcus Enström, Alingsås HK - 2011 – Kim Ekdahl Du Rietz, Lugi HF - 2012 – Andreas Nilsson, IFK Skövde - 2013 – Jim Gottfridsson, Ystads IF - 2014 – Helge Freiman, Eskilstuna Guif - 2015 – Lukas Nilsson, Ystads IF - 2016 – Felix Claar, Alingsås HK - 2017 – Tobias Thulin, Redbergslids IK - 2018 – Alfred Jönsson, Lugi HF - 2019 – Oskar Sunnefeldt, IK Sävehof - 2020 – Lucas Pellas, Lugi HF - 2021 – Jonathan Edvardsson, IK Sävehof |